# Quý Tông
Quý Tông (Chữ Hán: 貴宗) là miếu hiệu của một hoặc một số vị hoàng đế Việt Nam hoặc Trung Quốc thời xưa.

## Việt Nam
- Mạc Quý Tông (1677-1681), tên húy là Mạc Kính Hẻ hay Mạc Kính Thụy hoặc Mạc Nguyên Thanh.

## Trung Quốc
- Hậu Chu Quý Tông